# Grace Lee Boggs
Grace Lee Boggs (27 de juny de 1915 - 5 d'octubre de 2015) va ser una escriptora, activista social, filòsofa i feminista nord-americana. És coneguda per la seva col·laboració política amb CLR James i Raya Dunayevskaya durant els anys 40 i 50 del s. XX. És autora de diversos llibres, incloent-hi una autobiografia, el 2011, amb 95 anys, The Next American Revolution: Sustainable Activism for the Twenty-First Century, amb Scott Kurashige, publicat per la University of California Press. És considerada una figura clau en els moviments asiaticoamericans, Black Power i dels drets civils.

## Família i infància

### Primers anys de vida
Boggs va néixer el 27 de juny de 1915 a Providence, Rhode Island, el seu nom en xinès és Yue Ping (玉平), que significa "Pau de Jade". Era filla de Chin Lee (1870–1965) i de la seva segona esposa, Yin Lan Ng originaris de Guangdong durant la dinastia Qing i van emigrar de la Xina a Seattle, Washington l'any 1911. Boggs tenia una germana, Katherine, i quatre germans, Edward, Philip, Robert i Harry.

### Educació
Boggs va estudiar amb una beca al Barnard College de la Universitat de Colúmbia, on el professor Paul Weiss la va influenciar en la lectura de les obres de Kant i Hegel. Es va graduar el 1935 i, posteriorment, el 1940 es va doctorar en filosofia al Bryn Mawr College, amb una tesi sobre George Herbert Mead.

### Relació i col·laboració amb James Boggs
El 1953, Grace Lee Boggs es va casar amb James Boggs, polític nord-americà i activista afroamericà James Boggs . Van estar casats durant 40 anys fins a la mort de James Boggs l'any 1993. Junts, van publicar literatura de caràcter activista, llibres i van fundar l'Organització Nacional per a una Revolució Americana (NOAR). Entrevistats per Ibram X. Kendi sobre la seva biografia conjunta, Stephen M. Ward afirma que, junts, Grace Lee Boggs i James Boggs "van construir una associació duradora que era alhora matrimonial, intel·lectual i política. Va ser una autèntica aliança d'iguals, destacable no només pel seu matrimoni únic o per la seva longevitat, sinó també per la seva capacitat de generar contínuament reflexió teòrica i tipus de compromís activista".

## Activisme
El 1940 va treballar a la Biblioteca de Filosofia de la Universitat de Chicago, com ha resultat del seu activisme pels drets dels llogaters, es va unir al Partit dels Treballadors d'esquerra revolucionària, conegut per la seva posició respecte a la Unió Soviètica, que considerava col·lectivista burocràtica. En aquest punt, va començar la trajectòria que seguiria durant la resta de la seva vida: un objectiu centrat en les lluites de la comunitat afroamericana.
Va conèixer a CLR James durant una xerrada a Chicago i es va traslladar a Nova York on va conèixer a molts activistes i personalitats culturals com l'autor Richard Wright i la ballarina Katharine Dunham. També va traduir a l'anglès per primera vegada, molts dels assaigs econòmics i filosòfics de Karl Marx. Aviat es va unir a la Johnson-Forest Tendency, liderada per James, Raya Dunayevskaya i ella mateixa, que es van enfocar en grups marginats com les dones, la població negra i la joventut, i van trencar amb la noció del partit avantguardista. Mentre que inicialment operaven com una branca dins del Workers Party i per un breu període es van unir al Partit Socialista dels Treballadors abans d'abandonar del tot el trotskisme. Va escriure per a la Johnson-Forest Tendency sota el pseudònim de Ria Stone. El 1964, Grace va intentar, sense èxit, convèncer Malcolm X per presentar-se al Senat dels Estats Units. Durant la introducció d'una llarga entrevista, l'especialista Karín Aguilar-San Juan descrivia així l'activisme de Boggs: "Tot i que ella creu que la desigualtat racial i de gènere sempre exigirà lluitar, Grace pensa que l'activisme basat en els drets civils no portarà els grans canvis d'una societat que requereix un estat superior de l'evolució humana". En aquesta entrevista, Boggs parla de la seva relació amb la seva herència asiàtica americana, la seva experiència amb el moviment Black Power i molts altres temes.
Boggs va fundar Detroit Summer el 1992, un programa multicultural intergeneracional juvenil i va rebre nombrosos premis. A més, la casa de Boggs a Detroit també va servir com a seu del Boggs Center to Nurture Community Leadershipm fundat a principis de la dècada de 1990 per amics de Grace Lee i James Boggs i continua sent un centre per a projectes comunitaris, organitzacions de base i activisme social tant a nivell local com nacional.

## Mort
Grace Lee Boggs va morir el 5 d'octubre de 2015 als 100 anys, l'obituari del New York Times deia d'ella: "va ser una inspiració per als drets civils, el treball, el feminisme, el medi ambient i altres causes durant set dècades, amb una fe infrangible de què la justícia revolucionària havia d'arribar".
El president Barack Obama va fer una declaració sobre la seva mort, tot elogiant el treball que havia fet per Detroit i "el seu lideratge al moviment dels drets civils i les seves idees que ens van desafiar a tots a portar vides significatives".

## Llegat

### Honors
- 1999 va ser inclosa al Saló Nacional de la Fama de les Dones[15]
- 2013 es va obrir l'escola James and Grace Lee Boggs a Detroit, Michigan, per als alumnes des de parvulari fins a vuitè curs on el pensament crític, la col·laboració i l'autodeterminació eren els seus valors fonamentals.[16][17]
- 2014 The Social Justice Hub del centre universitari de The New School va rebre el nom de Baldwin Rivera Boggs Center en honor dels activistes Boggs, James Baldwin i Sylvia Rivera.[18]

- 2014 va ser inclosa al Saló de la Fama de les Dones de Michigan.[19]

- Ha rebut doctorats honoris causa per part de la Universitat de Michigan, Wooster College, Kalamazoo College i Wayne State University.[20]

### Representació als mitjans de comunicació
- In Love And Struggle: The Revolutionary Lives of James and Grace Lee Boggs de Stephen M. Ward (The University of North Carolina Press, 2016)[21]
- We Are Here: 30 Inspiring Asian Americans and Pacific Islanders Who Have Shaped the United States, per Naomi Hirahana) (Filadelfia: Running Press Kids, 2022)[22]

#### Biografia
- American Revolutionary: The Evolution of Grace Lee Boggs, un documental biogràfic del 2013 sobre la vida, l'activisme i la filosofia de Lee Boggs, dirigit per Grace Lee.[23]

#### Altres
- A Barry (2016), pel·lícula dramàtica sobre els anys de Barack Obama a la Universitat de Colúmbia, interpretada per Marion Kodama Yue.[24]

### Llibres

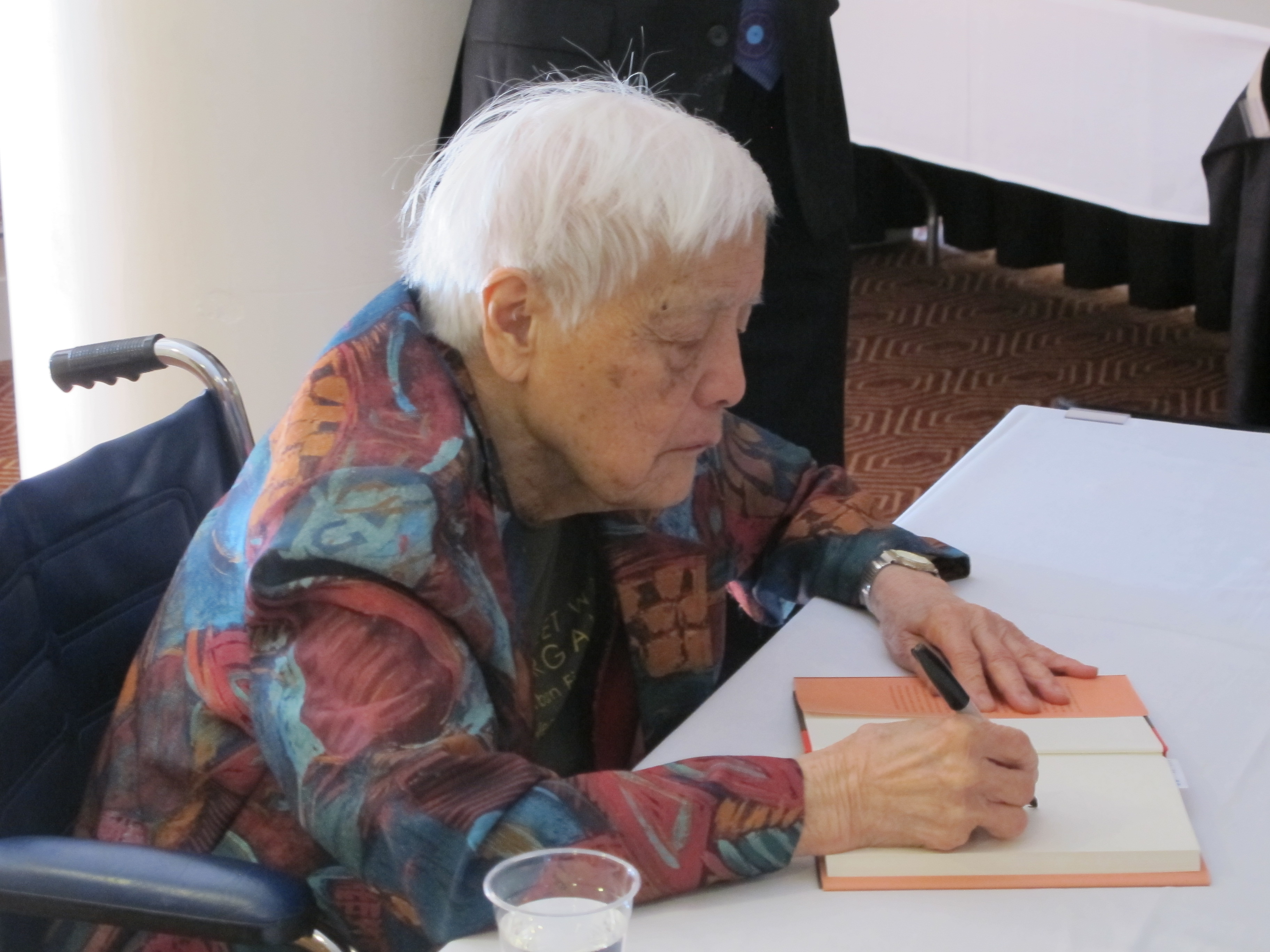
Grace Lee Boggs autografiant 'Living for Change' al Centre Cultural Xinès

- George Herbert Mead: Philosopher of the Social Individual. Nova York : King's Crown Press, 1945
- The Invading Socialist Society, amb C.L.R. James i Raya Dunayevskaya, 1947
- State Capitalism and World Revolution, amb C.L.R. James i Raya Dunayevskaya, 1950
- Facing Reality, amb C.L.R. James i Cornelius Castoriadis. Detroit: Correspondència, 1958
- Revolution and Evolution in the Twentieth Century, amb James Boggs. Nova York: Monthly Review Press, 1974
- Women and the Movement to Build a New America, Detroit: National Organization for an American Revolution, 1977
- Conversations in Maine: Exploring Our Nation's Future, amb James Boggs, Freddy Paine i Lyman Paine. Boston: South End Press, 1978
- Living for Change: An Autobiography, Minneapolis: University of Minnesota Press, 1998
- The Next American Revolution: Sustainable Activism for the Twenty-First Century (amb Scott Kurashige, Los Angeles: University of California Press, 2011.

### Entrevistes i compareixences
- 2005 Conference on Activism, Ethnic Studies, Diaspora and Beyondcelebrada a la Northwestern University. El seu discurs va ser publicat al New Centennial Review.[25]
- 2012 La seva participació amb Angela Davis al Paule Ballroom de la Universitat de Califòrnia va ser publicat a la revista Race, Poverty, and the Environment amb el títol: On Revolution: A Conversation Between Grace Lee Boggs and Angela Davis.[26]